# Limbodessus phoebeae
Limbodessus phoebeae is een keversoort uit de familie waterroofkevers (Dytiscidae). De wetenschappelijke naam van de soort is voor het eerst geldig gepubliceerd in 2006 door Watts & Humphreys.